# DEW Elektrowagen
La DEW Elektrowagen è stata un'autovettura elettrica prodotta dal 1926 al 1928 dalla Casa automobilistica tedesca DKW utilizzando un marchio creato ad hoc, la DEW, che era appunto l'acronimo di Der Elektro-Wagen (in tedesco, l'auto elettrica).

## Storia e profilo
Con il fallimento, nel settembre del 1924, della Slaby-Beringer, piccola azienda gravitante nell'orbita della DKW che si era resa nota nel primo dopoguerra per le sue piccole vetture a trazione elettrica, il patron della DKW Jørgen Skafte Rasmussen non fu ancora disposto a perdere completamente tutto il denaro investito nel progetto delle vetturette, perciò assorbì il marchio Slaby-Beringer ed il fabbricato di Spandau dove le piccole vetture venivano costruite. Rudolf Slaby, inventore delle vetturette, venne nominato direttore della neonata filiale berlinese della Zschopauer Motorenwerke. Nonostante il destino tutt'altro che roseo della SB-Wagen, Rasmussen vedeva in Slaby parecchio potenziale da mettere a frutto e decise di sfruttare lo stabilimento di Spandau per la produzione di una nuova vettura elettrica, stavolta più simile ad una vera e propria automobile. Perciò strinse accordi di collaborazione con due affermate aziende berlinesi nel settore delle costruzioni elettriche, la AEG e la AFA. Mentre la prima avrebbe prodotto i motori elettrici necessari alla trazione delle vetture, la AFA si sarebbe occupata delle batterie per l'alimentazione dei motori elettrici. Lo stabilimento DKW di Spandau, invece, avrebbe costruito le scocche ed installato la componentistica fornita da AEG ed AFA.

Il risultato fu esposto al Salone di Berlino del 1926, tenutosi tra il 29 ottobre ed il 7 novembre: nacque così la Elektrowagen, una vettura proposta già alla sua presentazione in due varianti di carrozzeria: berlina e furgonata. Per i più esigenti, era però possibile ordinare la Elektrowagen anche in versione landaulet. Caratteristica principale della scocca della Elektrowagen, interamente in legno, era quella di essere portante, priva cioè di un telaio su cui fissare la carrozzeria, ma in cui era la carrozzeria stessa a fungere anche da telaio. Ciò fece della Elektrowagen una vettura con contenuti tecnici di un certo interesse, specialmente in rapporto all'epoca.

La Elektrowagen era spinta da un motore elettrico da 4.6 CV, motore che era sistemato sotto il sedile del conducente e trasferiva la coppia motrice alle ruote posteriori mediante il classico albero a cardano. Il motore elettrico era alimentato da un pacco batterie a 40 celle della capacità di 120 Ah sistemato nel vano motore. La progettazione della vettura fu talmente valida che nonostante la presenza delle batterie, la Elektrowagen riuscì a contenere il suo peso in soli 900 kg. Le prestazioni erano però modeste, anche per l'epoca. I suoi 40 km/h di velocità massima la rendevano poco adatta a lunghi spostamenti, ma in compenso era più ideale per il traffico cittadino. 

La produzione della Elektrowagen durò poco più di un anno, fino ai primi mesi del 1928, quando Rasmussen, che ebbe acquistato un nuovo capannone a Spandau, decise inizialmente di trasferirvi la produzione DEW, salvo poi tornare sui suoi passi ed avviarvi la produzione dei nuovi modelli DKW con motore a due tempi.

Terminò così l'avventura della DEW, sulla quale si hanno poche notizie circa i dati di produzione. Alcune fonti parlano di circa 500 esemplari prodotti, un dato che però non trova riscontro nelle statistiche ufficiali.